# Silphium (Antiquité)
Pour les articles homonymes, voir Silphium.
Le silphium, σίλφιον (sílphion) en grec ancien, était une plante condimentaire et médicinale, très utilisée et très appréciée dans l'Antiquité gréco-romaine. Les Romains appelaient son suc laserpicium, lasarpicium ou laser (les mots Laserpitium et Laser ont été utilisés par des botanistes pour nommer deux genres de plantes aromatiques, mais il n'est pas vraisemblable que le silphium antique ait appartenu à aucun de ces genres). Produit de grande valeur mentionné par de nombreux auteurs antiques, elle constituait une authentique richesse pour la province de Cyrénaïque. Devenu rare dès le IIe siècle, le silphium de Cyrène a disparu au Ve siècle.
On pense généralement qu'il s'agit d'une ombellifère du genre Ferula, plusieurs hypothèses d'identification ont été proposées depuis le XIXe siècle.

## Histoire

### Mythologie
Selon le géographe Pausanias : 

« Les Dioscures, s'étant présentés chez ce Phormion comme des étrangers, lui demandèrent l'hospitalité en disant qu'ils venaient de Cyrène, et ils prièrent qu'on leur donnât la chambre qui leur plaisait le plus lorsqu'ils étaient parmi les hommes. Phormion leur répondit que tout le reste de la maison était à leur disposition, excepté la chambre qu'ils demandaient, parce qu'elle était occupée par sa fille qui n'était pas encore mariée. Le lendemain, la jeune fille avait disparu ainsi que toutes celles qui la servaient, et on trouva dans la chambre les statues des Dioscures et une table sur laquelle il y avait du silphium. »

— Pausanias, Périégèse, livre III, chapitre XVI
Une autre tradition voudrait que le silphium fût donné aux hommes par Aristée, fils d'Apollon et de Cyrène.

### Une richesse antique
Le silphium était une espèce végétale connue et appréciée dès la plus haute antiquité puisqu'il existait dans les écritures égyptienne et minoenne un glyphe spécifique pour représenter cette plante. Les colons de Théra, menés par Battos Ier, qui fondèrent Cyrène en -631, lui donnèrent le nom de σίλφιον / sílphion. Cette plante locale était connue des autochtones libyens comme remède universel et les médecins grecs l’adoptèrent et la firent bientôt connaître sous le nom de « suc de Cyrénaïque ». Dès lors, le silphium connut un grand succès et son commerce devint si vital pour l'économie de Cyrène que l'image de cette plante figurait sur la plupart des pièces de monnaie comme emblème de la cité dès la dernière décennie du VIe siècle av. J.-C..
Selon Pline l'Ancien, cette plante était vendue « au poids de l'argent ». Véritable butin de guerre, sous le consulat de C. Valerius et de M. Hérennius, (93 av. J.-C.) « trente livres de laserpitium furent apportées à Rome de Cyrène », et lorsque César, au début de la guerre civile, s'empara du trésor public celui-ci contenait « quinze-cents livres de laserpitium », soit environ 500 kg.
Selon Strabon, la région de production se limitait à une bande côtière de 1 900 stades sur 300 (soit environ 350 km sur 55 km), le long du golfe de Syrte. Pline rapporte que la plante ne pouvait se cultiver, « plante sauvage, rebelle, et qui, si on la cultivait, fuyait dans les déserts ». Toutes les tentatives de le faire pousser en dehors de son aire d'origine avaient échoué : « il n'a pas été possible de faire pousser le silphion ni en Ionie ni dans le Péloponnèse, alors qu'en Libye, il pousse tout seul ». C'est à Théophraste, au IIIe siècle av. J.-C., dans son ouvrage Histoire des plantes, aux Livres I, III et surtout VI que l'on en doit la description la plus précise. Il la compare avec la grande férule de Grèce (appelée nartheca) :

« Le silphium a une racine volumineuse et grosse, la tige aussi grande que celle de la férule et à peu près de la même grosseur, la feuille, qu'on appelle maspéton, semblable à celle du céleri ; il a une graine aplatie, pour ainsi dire foliacée, qui porte le nom de « feuille ». C'est une plante à tige annuelle, comme la férule. Dès le printemps donc il produit ce maspéton, qui purge les moutons, les engraisse beaucoup et donne à la viande un goût délicieux ; puis il émet une tige, qui se mange, dit-on, n'importe comment, bouillie ou grillée, et qui purge elle aussi l'organisme en quarante jours.
Il a deux sortes de sucs, celui de la tige et celui de la racine, appelés pour cette raison l'un caulinaire, l'autre racinaire. La racine a une écorce noire qu'on enlève. […]
Le silphium occupe en Libye un vaste territoire : on parle de plus de quatre mille stades, et d'une plus grande abondance autour de la Syrte, à partir d'Euhespérides. Il a la particularité de fuir la terre travaillée et de disparaître de toute zone entièrement travaillée et cultivée, en plante qui, à l'évidence, n'a pas besoin de soins et qui est au contraire sauvage. »

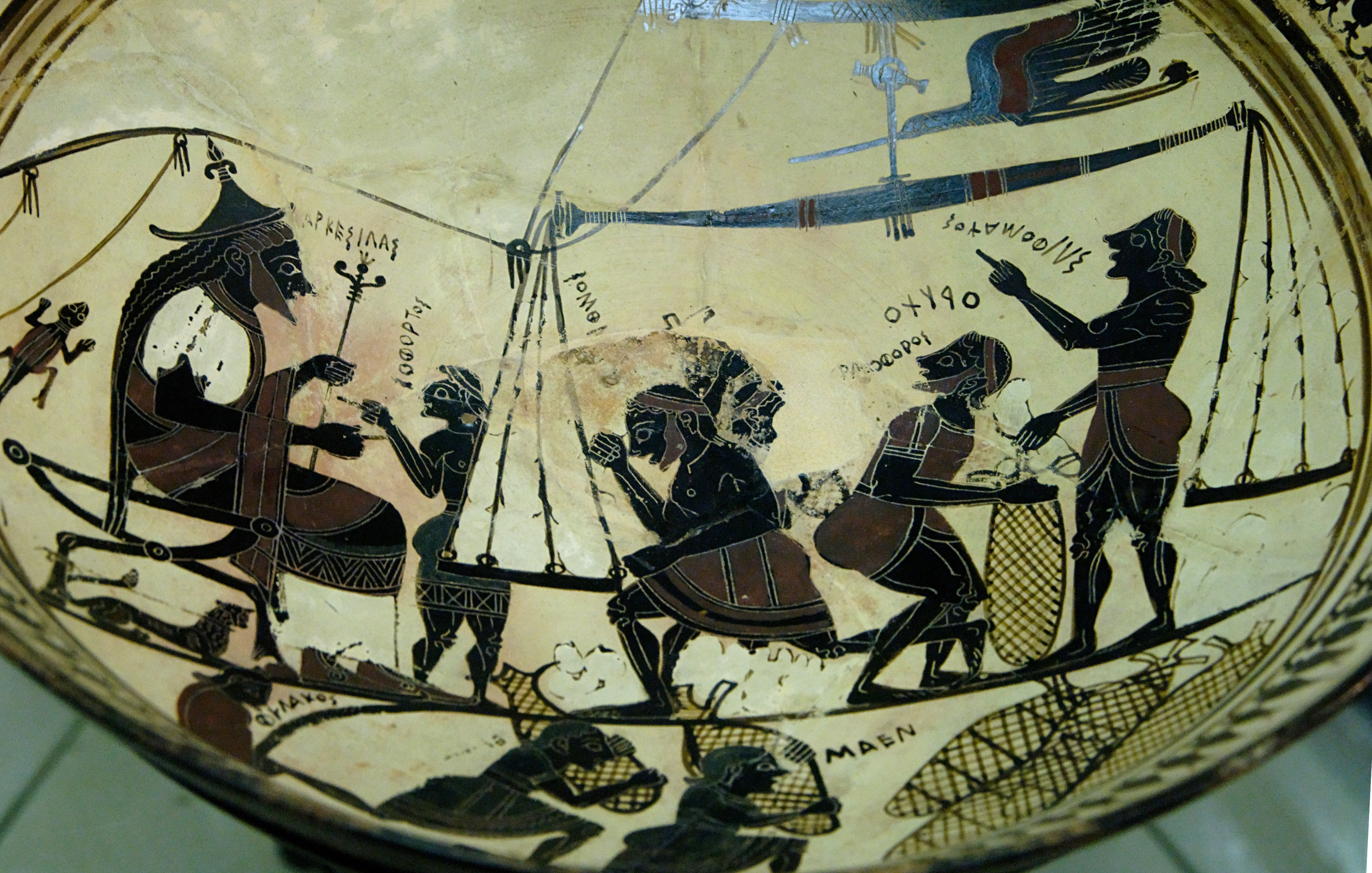
Le roi Arcésilas de Cyrène et la pesée du silphium sur une coupe laconienne à figures noires. Cabinet des médailles (BNF), Paris.

### Plante condimentaire et médicinale
La partie la plus précieuse du silphium était son suc, fortement aromatique, qui s'écoulait après incision de la racine ou de la tige et se coagulait sous la forme d'une résine. En raison de leurs propriétés similaires, le géographe Strabon et les Romains utilisaient le même mot pour désigner indistinctement le silphium et l'Ase fétide. Les incisions de la racine produisaient une résine translucide, plus pure et plus concentrée, et par conséquent plus estimée. On stabilisait la résine en lui ajoutant de la farine de blé « pour obtenir un produit sec présenté en boules qu'on râpait ensuite pour l'usage culinaire ou qu'on faisait dissoudre ».
La tige séchée était utilisée comme condiment de luxe dans la cuisine gréco-romaine. Le silphium est ainsi cité dans le traité culinaire d'Apicius pour assaisonner viandes, poissons et sauces. Apicius le considère comme une épice indispensable. Selon Pline, données aux animaux, les feuilles avaient la propriété d'engraisser le bétail et de donner « à la chair un goût merveilleusement agréable ».
Longtemps après sa disparition, le silphium resta d'ailleurs mentionné dans des listes de plantes aromatiques copiées les unes sur les autres. Il fit sa dernière apparition dans Brevis pimentorum que in domo esse debeant, une liste des épices que les cuisiniers carolingiens devaient avoir sous la main, selon Vinidarius (en).
Cependant, le principal usage du silphium était médicinal,,, véritable panacée utilisée comme remède contre la toux, les maux de gorge, la fièvre, l'indigestion, les douleurs, les verrues et toutes sortes de maladies. Localement, il était aussi utilisé contre les morsures de serpent et les blessures par traits empoisonnés. Il servait aussi de diurétique, d'abortif et de contraceptif. Des médecins antiques comme Hippocrate, Dioscoride et Galien l'ont prescrit.

### Extinction
Ce succès entraîna une raréfaction progressive de la plante et les rois de Cyrène durent en réglementer la récolte. Strabon constate ainsi que le « suc de Cyrénaïque » vint à manquer et bientôt, selon Pline, il disparut totalement, le dernier pied de silphium ayant été offert à l'empereur Néron à titre de curiosité.
Strabon et Pline avancent chacun leur hypothèse pour expliquer cette extinction du silphium :
- selon Strabon, les Numides « ayant par esprit d'envie et de haine essayé, dans une de leurs incursions, de faire périr tous les pieds de silphium »[19] : cette théorie paraît assez peu plausible car une telle entreprise délibérée aurait été particulièrement fastidieuse en raison, d'une part, de l'étendue de la zone à couvrir (près de 19 000 km2) et d'autre part, parce que la racine de la plante était grosse et d'une longueur d'une coudée (soit environ 44 cm)[8].
- selon Pline, le surpâturage aurait entraîné la destruction des plants, les éleveurs « y trouvant un plus grand profit »[7], ce qui paraît peu probable alors que le même auteur nous mentionne en même temps l'extrême richesse d'un produit vendu pour son poids d'argent[8], d'autant qu'Arrien, qui avait déjà noté l'attrait des moutons pour le silphium, mentionne explicitement que « c'est pour cela qu'à Cyrène on éloigne le plus possible les troupeaux des lieux où pousse le silphium »[20], au besoin en construisant des palissades.

Il est bien plus vraisemblable d'envisager que l'appât du gain entraîna concomitamment la surexploitation des racines et la destruction des parties aériennes par les herbivores. Le produit d'origine devint donc une rareté et selon Pline, on lui substitua un autre silphium « qui croît abondamment dans la Perse, ou dans la Médie, ou dans l'Arménie ; mais il est de beaucoup inférieur à celui de la Cyrénaïque ». Dans une lettre écrite en 402 (lettre 106), Synésios de Cyrène mentionne avoir reçu de son frère un beau plant de silphium et dans une autre lettre, en 405 (lettre 134), il informe son destinataire de l'envoi de cadeaux luxueux parmi lesquels beaucoup de suc de silphium.

## Symbolique
Le silphium, dont l'intense commerce assurait la richesse de la Cyrénaïque, était un signe proverbial de prospérité. Aristophane, dans sa pièce Ploutos, donnée en 388 av. J.-C., utilise l'expression « pour tout le silphium de Battos » que Michel Host dans sa version de 2012 traduit par « pour tout l'or des Incas ».
La graine du silphium ressemblait au symbole traditionnel du cœur (♥) et le silphium était très largement utilisé comme contraceptif. Pour ces deux raisons, le silphium était souvent associé à l'amour et à la sexualité. Dans le septième poème de Catulle, qui est une déclaration d'amour à Lesbia, l'expression « lasarpiciferis Cyrenis » au quatrième vers signifie « Cyrène où pousse le silphium ».

## Essais d'identification

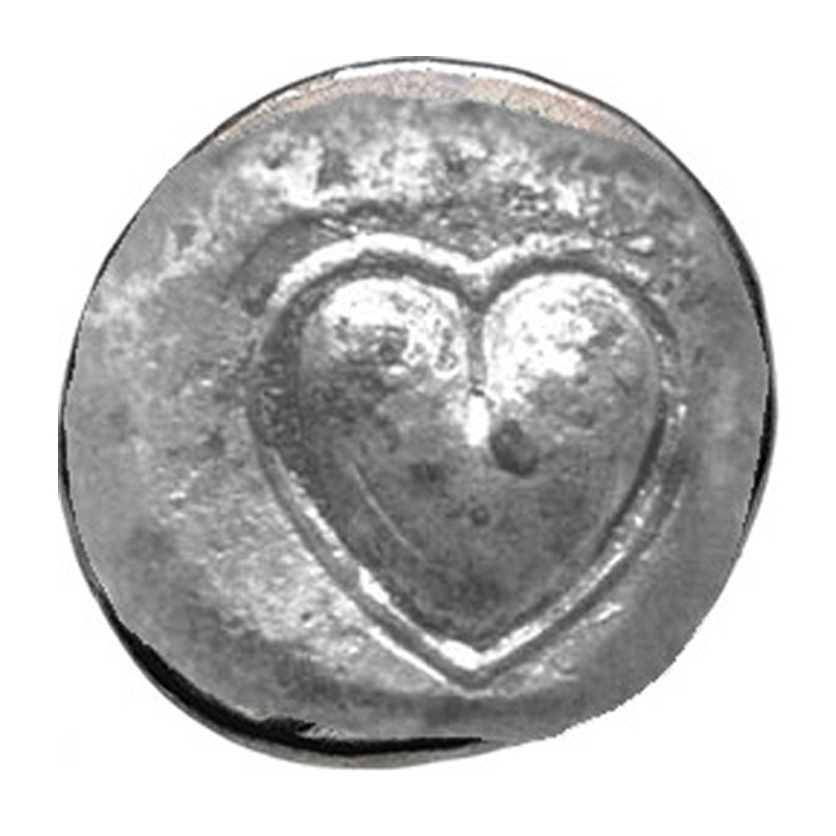
Graine de silphium sur une pièce de Cyrène.

La représentation du silphium nous est connue par le monnayage de Cyrène, et dans une moindre mesure, par des sculptures stylisées (chapiteaux de péristyle de la maison de Jason Magnus à Cyrène, sanctuaire d'Asclépios à Balagrai) et des figurines de terre cuite. À chaque fois, il s'agit de représentations symboliques qui ne permettent pas d'identifier les caractéristiques de la plante avec certitude : disposition des feuilles sur la tige, proportion entre la hauteur et le diamètre de la tige, représentation des fleurs et des fruits. A contrario, Théophraste nous donne du silphium antique « une description exceptionnellement précise et détaillée ». Plusieurs des caractéristiques mentionnées sont propices à une identification :
- il s'agit d'une férule, avec une forte tige annuelle,
- les fleurs sont jaune d'or et le fruit foliacé,
- les racines sont noires et longues d'une coudée, elles libèrent par incision un suc laiteux.

Depuis le début du XIXe siècle, plusieurs hypothèses d'identification ont été avancées mais aucune n'est totalement satisfaisante, soit parce que la plante candidate est morphologiquement trop différente de la description de Théophraste, soit parce qu'elle est présente en Grèce (et dès lors on ne voit pas pourquoi les Athéniens l'auraient importé à prix d'or), soit enfin parce qu'elle est dangereusement toxique pour l'homme ou pour les animaux.

### HypothèseThapsia gummifera

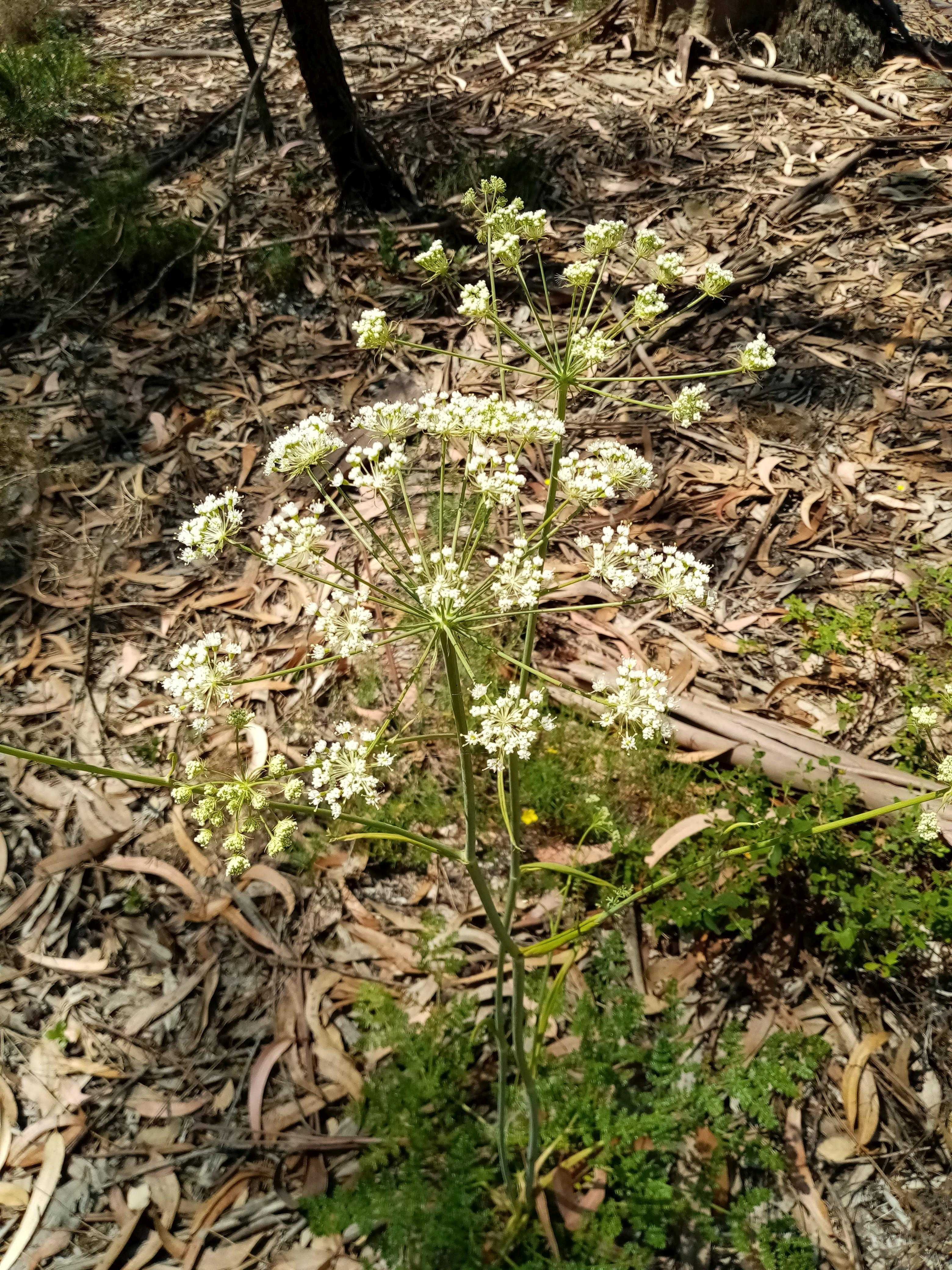
Thapsia gummifera.

C'est à Heinrich Link que l'on doit d'avoir remarqué les caractéristiques concordantes entre Thapsia gummifera (ou Margotia gummifera (pt)) qu'il avait étudié au Portugal et le silphium antique. René Desfontaines avait d'ailleurs découvert la même plante en Afrique du Nord et l'avait décrite sous le nom de Laserpitium gummiferum. Ces propositions ont reçu peu d'échos dans la communauté scientifique. Or Thapsia gummifera présente en effet plusieurs caractéristiques très intéressantes pour l'identification du silphium :
- la tige de Thapsia gummifera peut atteindre une hauteur moyenne de 0,75 m mais les variations de taille sont fréquentes ; elle renferme une moelle blanche odorante qui se coagule naturellement après incision ou piqûre,
- les feuilles basales sont très grandes, elles apparaissent au début d'un nouveau cycle végétatif à l'extrémité d'une gaine foliaire,
- les fruits sont fortement foliacés et de couleur or,
- la racine principale peut atteindre 1 m, elle est couverte d'une écorce de couleur noire ; la chair est blanche et sécrète un suc incolore fortement aromatique se coagulant en cristaux,
- Thapsia gummifera se développe dans les sols incultes, arides et chauds,
- des tests de toxicité ont révélé son innocuité totale et l'examen de l'huile essentielle extraite de la plante a mis en évidence une forte teneur en pinènes[29] et une présence de camphre dont l'action antiseptique sur les voies respiratoires est notoire.

Les nombreuses similitudes entre Thapsia gummifera et le silphium des textes classiques conduisent Suzanne Amigues à considérer que « Margotia gummifera est l'espèce actuelle la plus proche du silphium ». Toutefois, elle constate que l'aire de répartition actuelle de Thapsia gummifera est plus vaste que celle mentionnée dans les textes antiques, puisqu'on peut l'observer dans le sud du Portugal et de l'Espagne et qu'elle est attestée au Maroc, en Algérie et en Tunisie. À tout le moins, Thapsia gummifera pourrait correspondre au silphion carthaginois cité par Eubule au IVe siècle comme succédané du silphion cyrénéen désormais disparu.

### HypothèseFerula drudeana

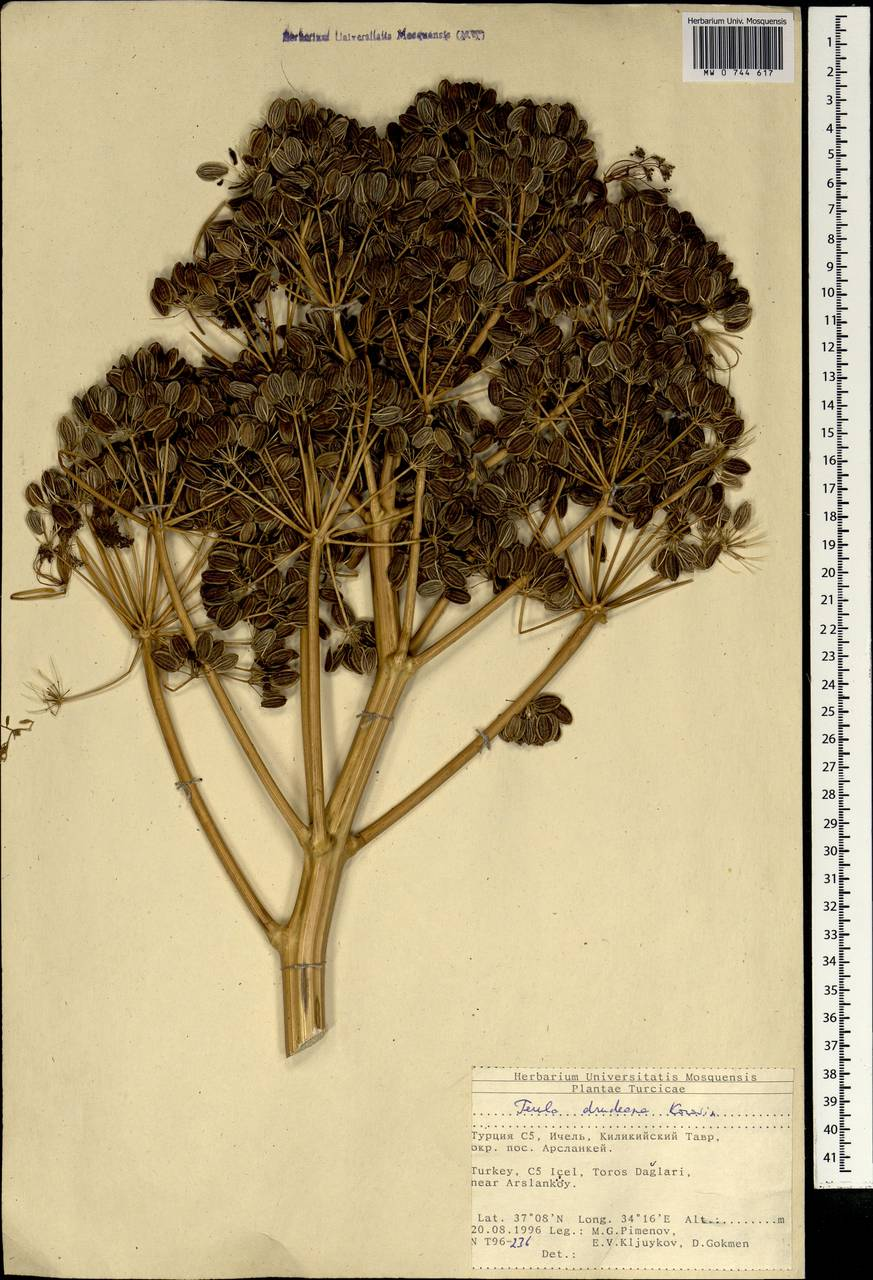
Ferula drudeana.

Fin 2021, Mahmut Miski, professeur de pharmacognosie à Istanbul, pense avoir retrouvé, sur les pentes du mont Hasan, le silphium qu'il identifie avec Ferula drudeana, espèce découverte par le botaniste russe Evgueni Korovine dans les montagnes du Taurus en 1909. Selon Miski, Ferula drudeana présente plusieurs similitudes avec le silphium :
- les moutons et les chèvres aiment brouter ses feuilles,
- la plante présente des qualités olfactives et gustatives indéniables quand elle est utilisée dans des recettes de cuisine antiques bien connues,
- la plante possède des racines épaisses et ramifiées, un pédoncule rainuré, des fleurs regroupées en grappes circulaires, des feuilles basales similaires à des céleris, et des méricarpes en forme de cœurs inversés,
- les spécimens observés ont atteint 1,80 m de hauteur en à peine plus d’un mois après une période de pluie très favorable,
- des analyses chimiques de sa racine ont permis d’identifier trente métabolites secondaires, dont beaucoup ont des propriétés anticancéreuses, contraceptives et anti-inflammatoires.

Selon Miski, le fait que Ferula drudeana, n'a été découverte qu'en Turquie sur deux sites distants de 240 km, laisse penser que la plante a été délibérément propagée par l'homme : des colons grecs antiques auraient rapporté dans la région des graines ou des plants provenant de Cyrénaïque pour tenter de la cultiver, la tentative aurait échoué et serait tombée dans l'oubli, et quelques graines pourraient avoir survécu,. Cependant, F. drudeana appartient à une lignée originaire du sud de la région de la mer Caspienne, sans lien connu avec l'est de la Libye.

### HypothèseFerula tingitana

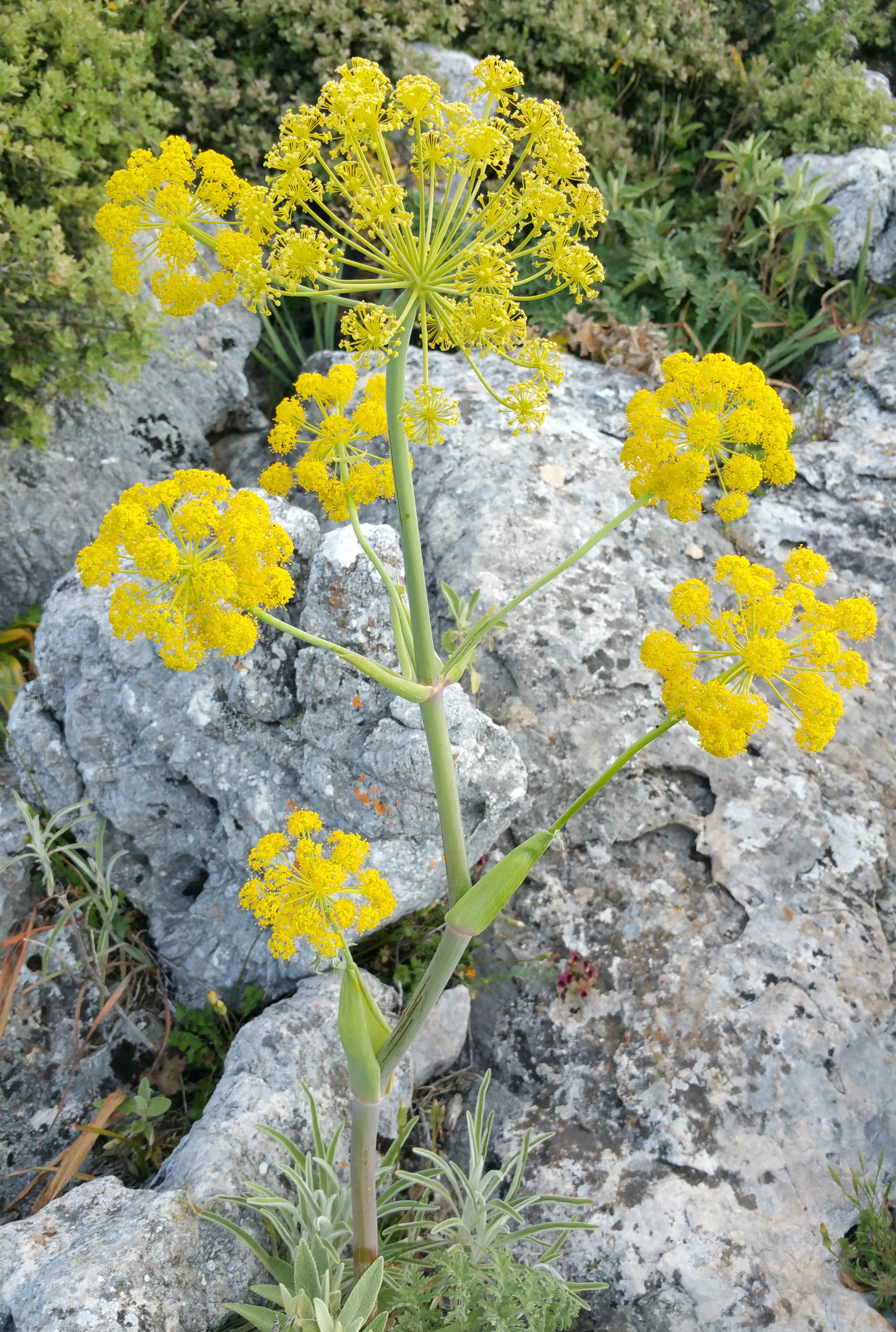
Ferula tingitana.

Cette identification avec Ferula tingitana est la plus souvent admise depuis le XIXe siècle. Elle fut reprise dans le Greek-English Lexicon de Liddell-Scott-Jones ce qui peut expliquer sa notoriété jusqu'à une période récente. Comme beaucoup de férules communes, Ferula tingitana produit, après incision, une gomme-résine aromatique, connue sous le nom de gomme ammoniaque du Maroc. Celle-ci est utilisée comme médicament, parfum à brûler, ingrédient de magie et dans certaines conditions comme condiment. Malheureusement Ferula tingitana possède aussi des caractéristiques qui ne concordent absolument pas avec celles attribuées au silphium. Tout d'abord, elle n'est pas comestible, ni pour les hommes, ni pour les animaux, car elle contient des principes toxiques, notamment une forte teneur en ammoniaque. Sa consommation doit se limiter aux jeunes tiges bouillies. En second lieu, son fruit est de couleur brun bleuâtre et peu foliacé alors que l'on sait par Théophraste que celui du silphium était jaune d'or et foliacé. Enfin, Ferula tingitana n'est en rien spécifique à la Libye, elle est même commune à tout le pourtour sud du bassin méditerranéen.

### HypothèseThapsia garganica

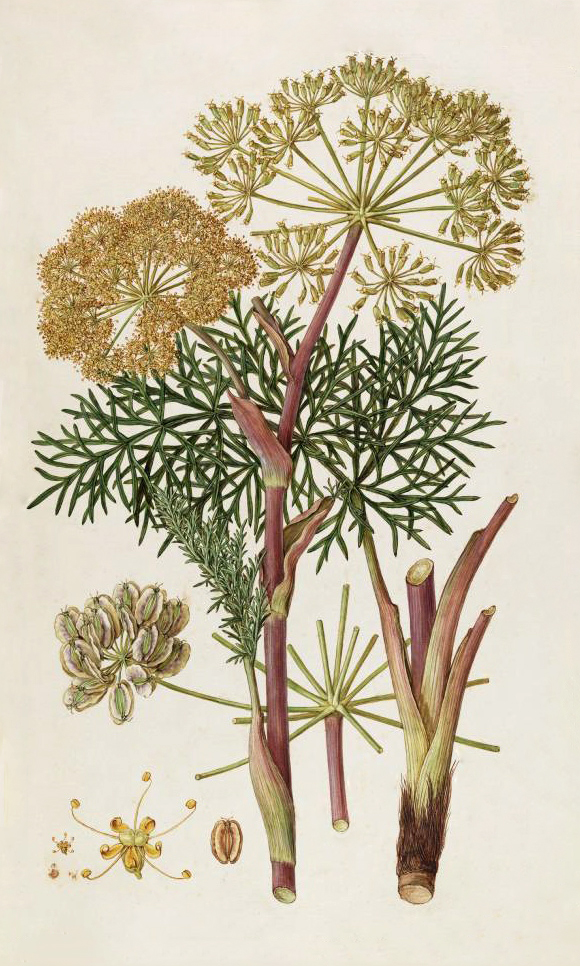
Thapsia garganica.

Au début du XIXe siècle, le médecin génois Paolo della Cella rapporta de son voyage en Cyrénaïque un exemplaire d'une ombellifère particulièrement abondante mais mortelle pour les chameaux que le botaniste Domenico Viviani baptisa hâtivement Thapsia silphium. Il fut démontré par la suite qu'il s'agissait d'un exemplaire de Thapsia garganica dont les spécificités excluent la possibilité d'une identification avec les silphium :
- Thapsia garganica produit une huile, par broyage de la racine et non un suc par incision, et celle-ci est violemment purgative, émétique et vésicante,
- Thapsia garganica est notoirement connue comme étant toxique pour les animaux en raison de ses propriétés purgatives qui peuvent conduire au décès par diarrhée aiguë,
- la forme des feuilles de Thapsia garganica et la couleur des fruits à maturité ne correspondent pas à la description de Théophraste[40],
- Thapsia garganica est très commune en Afrique du Nord et présente même en Grèce.

« Indiquée pour les affections pulmonaires, cette plante fut vendue à Paris durant tout le XIXe siècle sous le nom de Silphion cyrenaicum ».

### HypothèsePrangos ferulacea

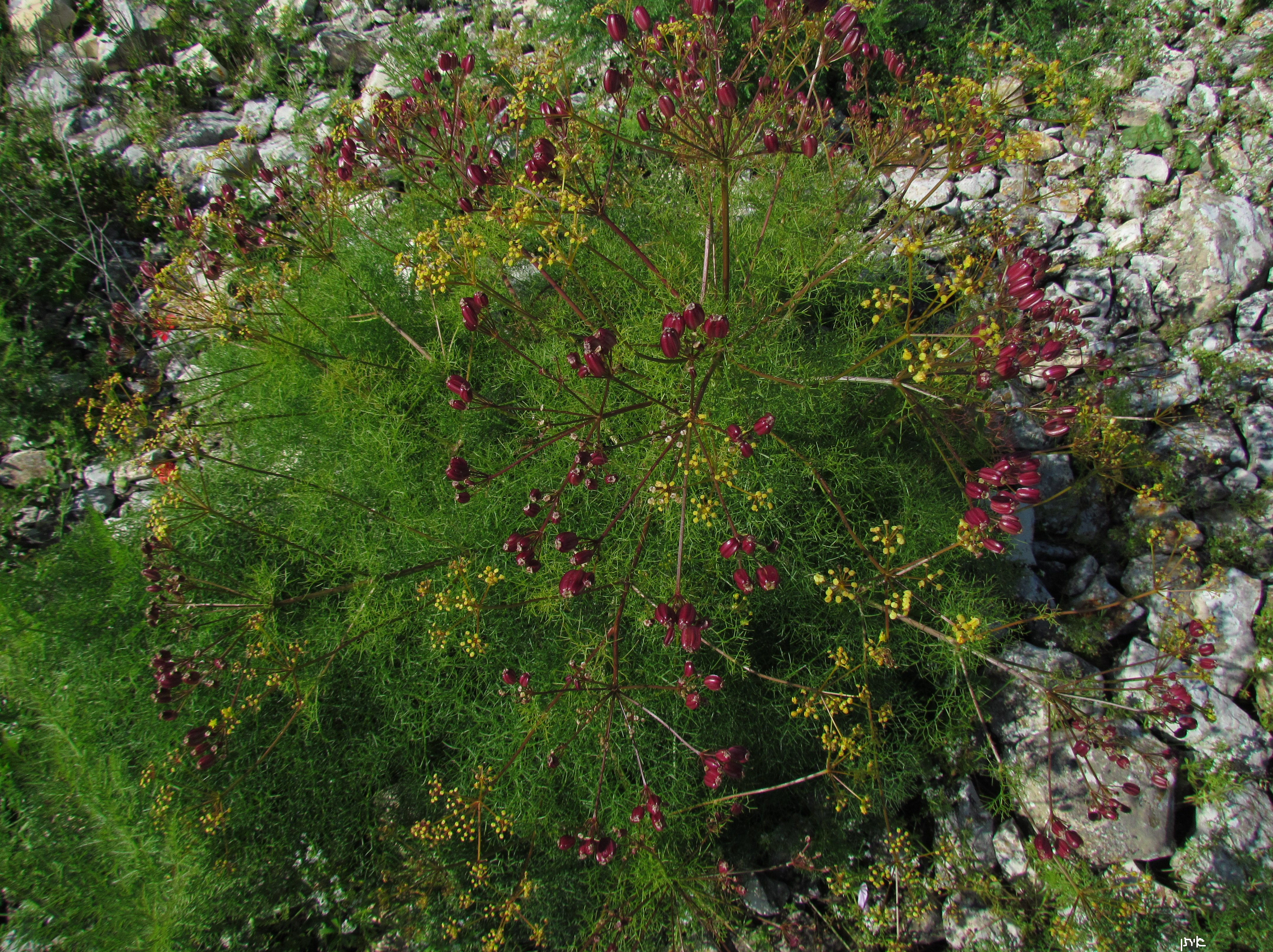
Prangos ferulacea.

Cette hypothèse récente, avancée par A. Manuanta, ne résiste pas à l'examen :
- Prangos ferulacea (d) est commune dans toute la Grèce continentale, dans le nord de la Sicile et en Italie,
- en Libye Prangos ferulacea se développe dans des sols fertiles, ce qui est en totale contradiction avec les descriptions des écrits antiques,
- la morphologie des feuilles et du fruit ne correspondent pas aux descriptions de Théophraste,
- le suc de Prangos ferulacea ne s'écoule pas après incision.